# Нагольд (река)
На́гольд (нем. Nagold) — река в Германии, правый приток реки Энц, протекает по земле Баден-Вюртемберг по территории Шварцвальда..
Река Нагольд берёт начало в коммуне Зеевальд. Течёт на восток, у города Нагольд поворачивает на север. В центре города Пфорцхайма впадает в Энц.
Общая длина реки составляет 90,7 км, площадь водосборного бассейна — 1144 км².
Высота истока составляет 814 м, высота устья — 247 м.
Речной индекс 23844. Система водного объекта: Энц → Неккар → Рейн → Северное море.

## Притоки Нагольда

### Более 10 км
- Цинсбах — правый приток. Длина составляет 13,3 км, площадь бассейна — 33,8 км². Устье выше города Альтенштайг.
- Кёлльбах — левый приток. Длина составляет 10 км, площадь бассейна — 29,9 км². Устье ниже города Альтенштайг.
- Вальдах — правый приток. Длина составляет 24,7 км, площадь бассейна — 157,1 км². Устье в городе Нагольд.
- Тайнах — левый приток. Длина составляет 15,4 км, площадь бассейна — 61,5 км². Устье у деревни Бад Тайнах-Нойбулах.
- Вюрм — правый приток. Длина составляет 53,9 км, площадь бассейна — 418,3 км². Устье в городе Пфорцхайм.

### Менее 10 км
- Монбах — правый восточный приток Нагольда на восточной окраине Шварцвальда. Длина 9 км. Исток находится недалеко от Нойхаузена. Оттуда, Монбах протекает по романтической долине и впадает в Нагольд между общинами Бад-Либенцелль и Унтеррайхенбах.